# Río Punpun
El río Punpun (en hindi: पुनपुन नदी) es un corto río de la India, un pequeño afluente por la margen derecha del río Ganges. Nace en el distrito de Palamau del estado de Jharkhand y fluye a través de los distritos de Chatra, Aurangabad, Gaya y Patna de los estados indios de Jharkhand y Bihar.
Tiene una longitud de 200 km y drena una pequeña cuenca de 8530 km².

## Curso

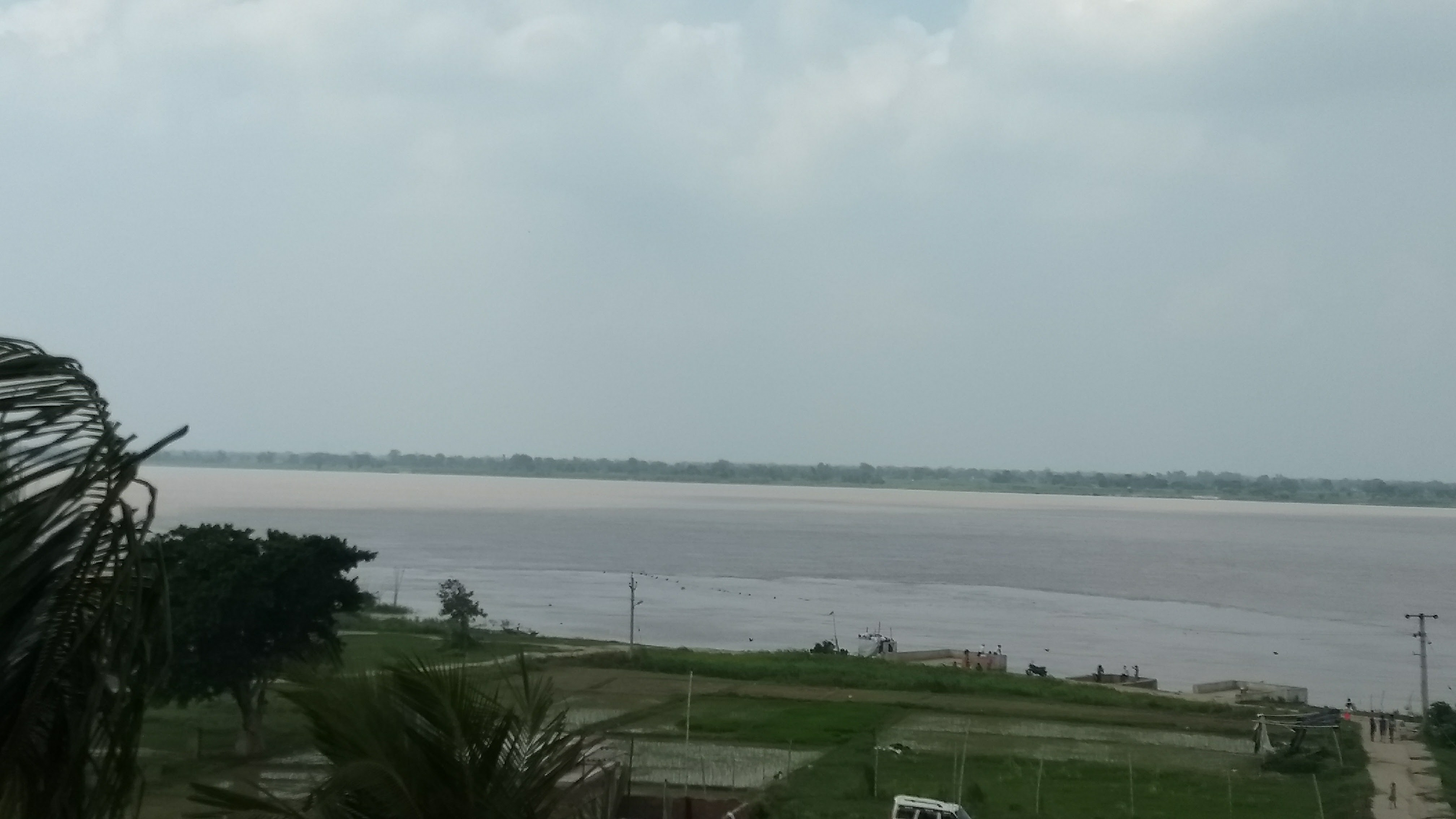
La confluencia del Punpun y el Ganges

El Punpun nace en la meseta Chota Nagpur, a una altitud de 300 m. El río fluye principalmente en dirección noreste y se une al Ganges en la localidad de Fatuha (que contaba con 50 961 hab. en 2011), unos 25 km aguas abajo de la ciudad de Patna, la capital estatal de Bihar.
Muchas ciudades, como Sigori, se encuentran a orillas del río.

### Tributarios
Los principales afluentes del Punpun son los ríos Butane, Madar y Mohar.

## Otras características
El río de 200 km de largo es mayormente de secano y transporta poca agua en la estación seca. Sin embargo, durante las lluvias, el Punpun a menudo causa fuertes daños por inundaciones al este de la ciudad de Patna. El área drenada por el Punpun es de 8530 km². El área agrícola en la cuenca del Punpun es de aproximadamente 5000 km². La precipitación promedio anual en la cuenca es de 1181 mm.

## Significado religioso
Este río se menciona en los Puranas Vayu y Padma en relación con Gaya Mahatmya como el  punah-punah  ('una y otra vez') del que Pun-Pun es la forma coloquial. El río podría haber sido llamado así porque estaba frecuentemente en expansión.[cita requerida] Los Puranas interpretan la palabra punah-punah  en un sentido espiritual de que los pecados se eliminan una y otra vez ofreciendo oblaciones a los antepasados en el río.